# Canthylidia invaria
Canthylidia invaria là một loài bướm đêm trong họ Noctuidae.